# Karl Knauer (Romanist)
Karl Knauer (* 16. August 1906 in Hamburg; † 22. Mai 1966 in Münster) war ein deutscher Romanist.

## Leben und Werk
Knauer machte das Abitur in Augsburg und studierte ab 1925 in München. Er promovierte dort 1929 als Schüler von Eugen Lerch mit dem Werk Beiträge zum Ausdruck von Abstraktem im Französischen. Zustands-(Eigenschafts-) und Bewegungs-Denkakte im altfranzösischen Sprachgebrauch (in: Romanische Forschungen 44, 1930, S. 185–254), war dann bis 1932 Lektor in Lille und habilitierte sich 1935 (eingereicht 1933) in Münster bei Eugen Lerch mit dem Werk Ein Künstler poetischer Prosa in der französischen Vorromantik. Jean-François Marmontel (Bochum 1936). Dann lehrte er in Münster, ab 1935 als außerplanmäßiger Professor, ab 1939 als beamteter Diätendozent neuer Ordnung, ab 1942 als außerplanmäßiger Professor und ab 1960 als Wissenschaftlicher Rat und außerordentlicher Professor.
Für die Quantitative Linguistik ist Knauer mit seinen mehrfachen Bemühungen um eine statistisch fundierte Stilistik von Bedeutung.
Knauer trat 1935 in die Katholische Kirche ein und 1938 aus der SA aus.

## Veröffentlichungen (Auswahl)
- Studien zur Geschichte der Farbenbestimmung im Französischen von den Anfängen bis gegen Ende des 18. Jahrh. In: Archivum Romanicum, Volume 17, 1933, Nr. 2.
- Ein Künstler poetischer Prosa in der französischen Vorromantik: Jean-François Marmontel. Habilitationsschrift. Druck: Heinrich Pöppinghaus, Bochum-Langendreer 1936.
- 30 Stunden Spanisch für Anfänger. Berlin 1939. 15. Auflage, zusammen mit José Pizzaro, Langenscheidt, Berlin 1957.
- Künstlerisches Schaffen im Dienste der nationalen Gemeinschaft und der politischen Propaganda Frankreichs im Zeitalter der nationalen Festigung (von Franz I. bis Ludwig XIV.). Stuttgart/Berlin 1944 (81 Seiten) (1 Exemplar in der Landesbibliothek Stuttgart)
- Grenzen der Wissenschaft vom Wort. In: Akademie der Wissenschaften und der Literatur in Mainz, Abhandlungen der Geistes- und Sozialwissenschaftliche Klasse. Jahrgang 1950, Nr. 13, S. 1077–1093. Verlag der Akademie der Wissenschaften und der Literatur in Mainz, Wiesbaden: in Kommission Franz Steiner Verlag 1950.
- Enzyklopädisches französisch-deutsches und deutsch-französisches Wörterbuch. Nachtrag  zu Sachs-Villatte, Enzyklopädisches Wörterbuch der französischen und deutschen Sprache. Teil I: Französisch-Deutsch; Teil II: Deutsch – Französisch, 2 Bde., Berlin 1952, 1956, 1964 (mit Ernst-Erwin Lange-Kowal)
- Vulgärfranzösisch. Charakterzüge und Tendenzen des gegenwärtigen französischen Wortschatzes, Hueber, München 1954.
- Grundfragen einer mathematischen Stilistik. In: Forschungen und Fortschritte 29, 1955, Seiten 140–149.
- (mit Elisabeth Knauer) Bertelsmann Wörterbuch Französisch-deutsch, deutsch-französisch. Bertelsmann, Gütersloh 1960.
- Die Analyse von Feinstrukturen im sprachlichen Zeitkunstwerk. Untersuchungen an den Sonetten Baudelaires. In: Helmut Kreuzer, Rul Gunzenhäuser (Hrsg.): Mathematik und Dichtung. Zur Frage einer exakten Literaturwissenschaft. Nymphenburger, München 1965, 4., durchgesehene Auflage 1971, Seiten 193–210. ISBN 3-485-03303-0.